# Alberto Vitoria
Alberto Vitoria Soria, né le 11 janvier 1956 à Ágreda et mort le 26 avril 2010 à Saragosse, est un footballeur espagnol des années 1970. 

## Biographie
Le footballeur a joué avec le Real Madrid (1974-1979), et puis pour Burgos, Grenade et Rayo Vallecano. Vitoria représente aussi l'Espagne aux Jeux olympiques de 1976, mais les ibériques sont éliminés au premier tour.

## Palmarès
- Championnat d'Espagne : 1975, 1976, 1978, 1979
- Coupe d'Espagne : 1975